# 登堂結斗
登堂 結斗（とうどう ゆいと、7月31日 - ）は、OSK日本歌劇団の男役スター。宮城県塩竈市出身。A型 。

## 略歴・人物
劇団を受験したきっかけは、高校生のときに兄から歌劇への挑戦を勧められ、テレビで歌劇を初めて見た時の衝撃から。そこから歌や踊りを習い始め、その時の縁もあってOSKのショーを観劇し、OSKへの入団を志す。
2012年、OSK日本歌劇団研修所入学。90期生。同期に天輝レオ、結菜ほのりら。
2014年、2 - 3月の大丸心斎橋公演『カルディアの鷹』で舞台実習出演として出演したのち、OSK日本歌劇団に入団。6月の同作品の追加公演で入団後の初舞台を踏む。
2019年、DAIHATSU心斎橋角座『PRECIOUS STONES～片翼の碧』で、劇場公演初主演。
その後も同年に『Dandy～ダンディ～』（同期の天輝レオとのW主演） や、2022年上野の森バレエホリディでの『Precious Stones』公演、2023年高槻公演第一部『高山右近物語』の主演を務めたほか、OSK Revue Café in Brooklyn Parlor OSAKA公演でも『登堂結斗スペシャルライブ』や『Revue Cruise』『The Tale of Genji～源氏物語～』など複数の作品で主演を務めている。 

## 主な舞台
研修生時代
2014年
- 2 - 3月、大丸心斎橋劇場『OSK Dramatic Theaterカルディアの鷹』[4]

入団後
2014年
- 6月、近鉄アート館『OSK Dramatic Theaterカルディアの鷹』 ＊初舞台[5]
- 9月、先斗町歌舞練場・三越劇場・大丸心斎橋劇場『桜NIPPON 踊るOSK 2014　華綾とり／炎舞』[10]
- 11月、近鉄アート館『プリメール王国物語〜愛の奇蹟』[11]

2015年
- 2 - 4月、オ・セイリュウ『MY FLOOR』
- 6月、大阪松竹座『レビュー春のおどり　浪花今昔門出賑／Stormy Weather』
- 7月、近鉄アート館『プリメール王国物語〜愛の奇蹟』[12]
- 9月、大丸心斎橋劇場『紅に燃ゆる 〜真田幸村 紅蓮の奏乱〜』[13]
- 10 - 11月、たけふ菊人形『紅に燃ゆる 〜真田幸村物語（たけふ菊人形スペシャルバージョン）〜』
- 11月、サントミューゼ上田市交流文化芸術センター『紅に燃ゆる 〜真田幸村 紅蓮の奏乱〜』
- 11月、京都南座『OSKレビュー in Kyoto　浪花今昔門出賑／Stormy Weather』[14]

2016年
- 1 - 3月、レビューカフェ『Wake up !!』
- 4 - 5月、レビューカフェ『Passionista in OSK Revue Cafe』
- 5・6月、銀座博品館劇場・おかやま未来ホール・近鉄アート館『紅に燃ゆる ～真田幸村 紅蓮の奏乱～』[15]
- 7月、レビューカフェ『Passionista Ⅱ「El verano caliente （熱い夏）」 in OSK Revue Cafe』
- 9月、レビューカフェ『UP SIDE DOWN』
- 11・12月、近鉄アート館・銀座博品館劇場『ROMEO&JULIET』

2017年
- 1月、高槻現代劇場『「高山右近」伝』[16]
- 1 - 2月、レビューカフェ『Hopeful』
- 1 - 2月、近鉄アート館『REVUE JAPAN〜GEISHA＆SAMURAI〜』
- 3月、なら100年会館『紅に燃ゆる 〜真田幸村 紅蓮の奏乱〜』
- 4月、近鉄アート館『Precious Stones　LAPIS LAZULI〜ラピスラズリ〜』[17]
- 11月、大丸心斎橋劇場『Dracula ドラキュラ』[18]

2018年
- 2・3月、大丸心斎橋劇場・銀座博品館劇場『三銃士 La seconde』- バッキンガム公爵役[19]
- 4 - 5月、DAIHATSU MOVE 道頓堀 角座『Fire Agate 〜躍動〜』
- 4 - 6月、DAIHATSU MOVE 道頓堀 角座『REVUE JAPAN〜GEISHA&SAMURAI』
- 6 - 7月、DAIHATSU MOVE 道頓堀 角座『LARIMAR〜海風にのって〜』
- 8 - 9月、近鉄アート館『My Dear〜OSK ミー＆マイガール〜』- ガストン役[20]
- 10月、レビューカフェ『FOUR SEASONS』

2019年
- 1月、DAIHATSU心斎橋角座「REVUEJAPAN GEISHA&SAMURAI』
- 1 - 2月、DAIHATSU心斎橋角座『獅子の星〜Stella Leonis〜』
- 2 - 3月、DAIHATSU心斎橋角座『PRECIOUS STONES～片翼の碧』　＊劇場公演初主演[6][7]
- 4 - 7月、DAIHATSU心斎橋角座『PRECIOUS STONES〜DANCING STAR』
- 7月、京都南座「OSK日本歌劇団×「サクラ大戦」コラボレビュー『夢見ていよう』」
- 10 - 12月、DAIHATSU心斎橋角座『Dandy〜ダンディ〜』　＊登堂・天輝W主演
- 12月、先斗町歌舞練場『男舞（おとこまい）』

2020年
- 1月、DAIHATSU心斎橋角座『Dandy〜ダンディ〜』（追加公演）　＊登堂・天輝W主演
- 2月、近鉄アート館『愛と死のローマ〜シーザーとクレオパトラ〜』- プトレマイオス13世役[注釈 1]
- 4・5月、大阪松竹座・新橋演舞場『レビュー春のおどり』（公演中止）
- 7月、京都南座『OSK SUMMER SPECIAL 2020』（公演中止）
- 11月、大阪松竹座「OSKだよ全員集合！ Memorial Show & Premium Talk」
- 12月、近鉄アート館『愛と死のローマ〜シーザーとクレオパトラ〜』- プトレマイオス13世役

2021年
- 1・3月、大阪松竹座・新橋演舞場『レビュー春のおどり ツクヨミ／Victoria!』
- 6・8月、大阪松竹座・新橋演舞場『レビュー夏のおどり STARt』

2022年
- 4月、東京文化会館『Precious Stones〜ミニ・レビューショー〜」』[2][21]
- 7月、京都南座『劇団創立100周年記念 南座「レビューin Kyoto ミュージカルロマン 陰陽師／INFINITY」』[3]
- 9月、中之島中央公会堂『創立100周年記念コンサート』
- 12月、近鉄アート館『近松TRIBUTE』[注釈 2]

2023年
- 12月、高槻城公園芸術文化劇場『OSK日本歌劇団高槻公演 高山右近物語／Calling Moon』　*第１部 ミュージカル 高山右近物語 主演 [22]

2024年
- 7月、京都南座『レビュー in Kyoto BAILA BAILA BAILA 南座バージョン』[23]
- 11月、COOL JAPAN PARK OSAKA TTホール『レビュー Road to 2025!!　四季彩／Shining Life』 [24][25]

2025年
- 2月、ナレッジシアター・銀座博品館劇場『三銃士　THE THREE MUSKETEERS』 - アトス役[26][27]
- 6月、大阪松竹座『レビュー 春のおどり　翔〜Fly High〜／The Legendary!』[28]
- 8月、新橋演舞場『レビュー 夏のおどり　翔〜Fly High〜／The Legendary!』[29]

2026年
- 2月、多賀城市文化センター『登堂結斗 初凱旋「多賀城市」公演』 ＊主演 [30]

### OSK Revue Cafe in Brooklyn Parlor OSAKA
2020年
- 8・12月、『Dandy〜ダンディ〜』　＊登堂・天輝W主演

2021年
- 1月、『Dandy〜ダンディ〜』　＊登堂・天輝W主演
- 3 - 4月、『登堂結斗スペシャルライブ』
- 7 - 8月、『翼和希・登堂結斗スペシャルライブ』

2022年
- 1 - 2月・8月・10月、『登堂結斗スペシャルライブ』
- 3 - 4月、『Precious Stones』　＊主演
- 10月、『登堂結斗スペシャルライブ』

2023年
- 10月、『登堂結斗スペシャルライブ』

2024年
- 1 - 3月、『Precious Stones』 ＊主演
- 4 - 5月、『Revue Cruise』 ＊主演 [31]
- 8 - 10月、『The Tale of Genji〜源氏物語〜』[32]

2025年
- 4 - 5月、『ダンディII 〜思い出の曲とともに〜』　＊登堂・天輝W主演

### テレビ・ラジオ番組
- うたコン「ブギウギ」SP!豪華キャスト集結（2024年3月12日、NHK総合）[33][34]

### イベント
- CHRISTMAS PREMIUM SHOW（2014年12月19日、ラグナヴェールOSAKA）
- 東北楽天ゴールデンイーグルス 始球式・投球（2017年8月20日、Koboパーク宮城）[35]
- レビュー in Kyoto 西陣織コラボショー（2022年5月5日、京都西陣織会館）[36]
- wakupaku Live Kitchen（2023年8月）
- さんだ桜まつり2024（2024年3月30日、三田市総合文化センター「郷の音ホール」駐車場特設）[37]
- wakupaku Talk&Show（登堂結斗＆琴海沙羅）（2024年8月3日、なんばパークス8階）[38]
- 歌劇体験ワークショップ（2024年8月4日、OSK日本歌劇団研修所稽古場）[39]